# Johann Vincenz Cissarz

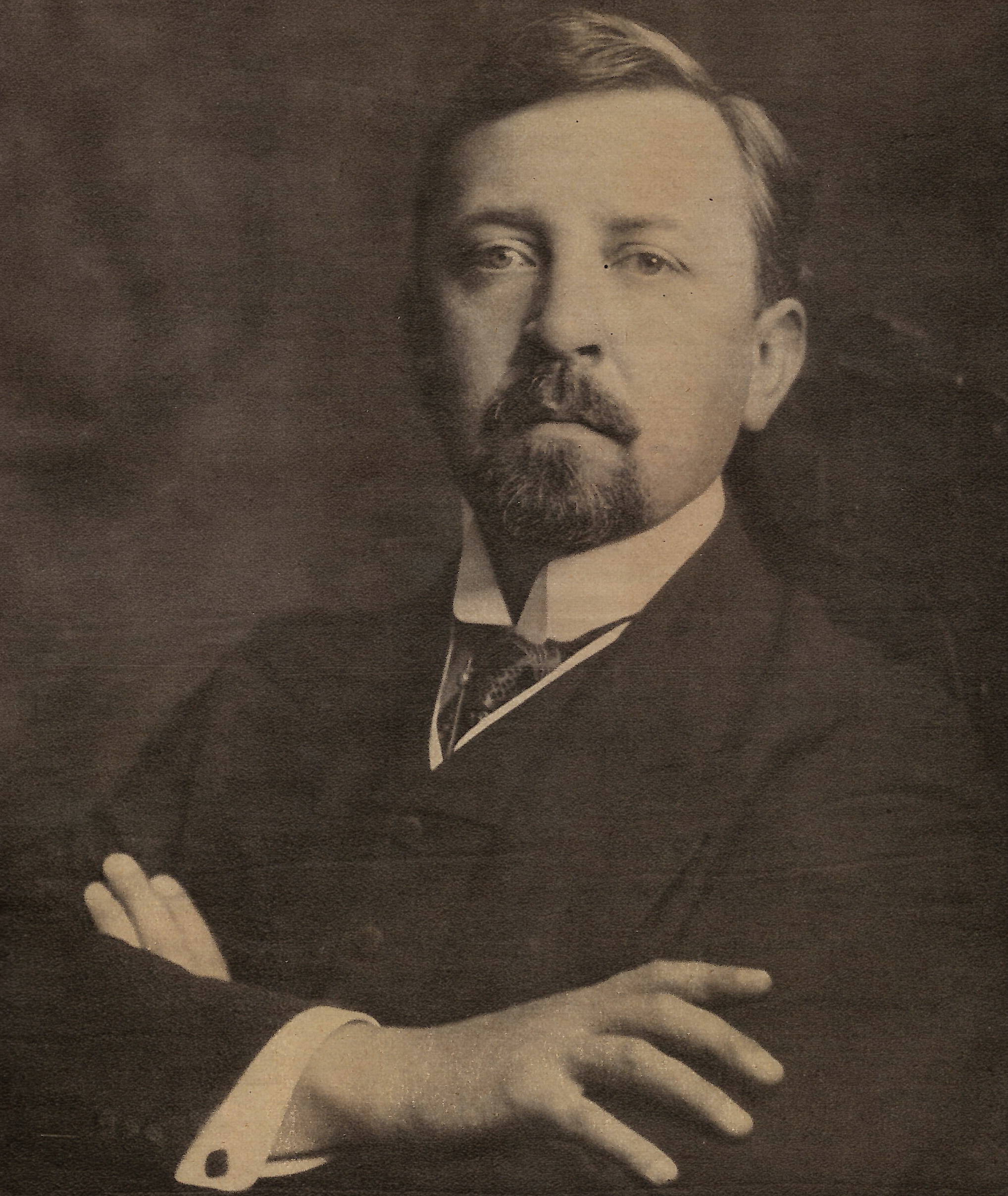
Johann Vincenz Cissarz, um 1914

Johannes Joseph Vincenz Cissarz (* 22. Januar 1873 in Danzig; † 22. Dezember 1942 in Frankfurt am Main) war ein deutscher Maler, Graphiker, Zeichner, Innenarchitekt, Plakat- und Buchkünstler und Gestalter von Kunsthandwerk.

## Leben

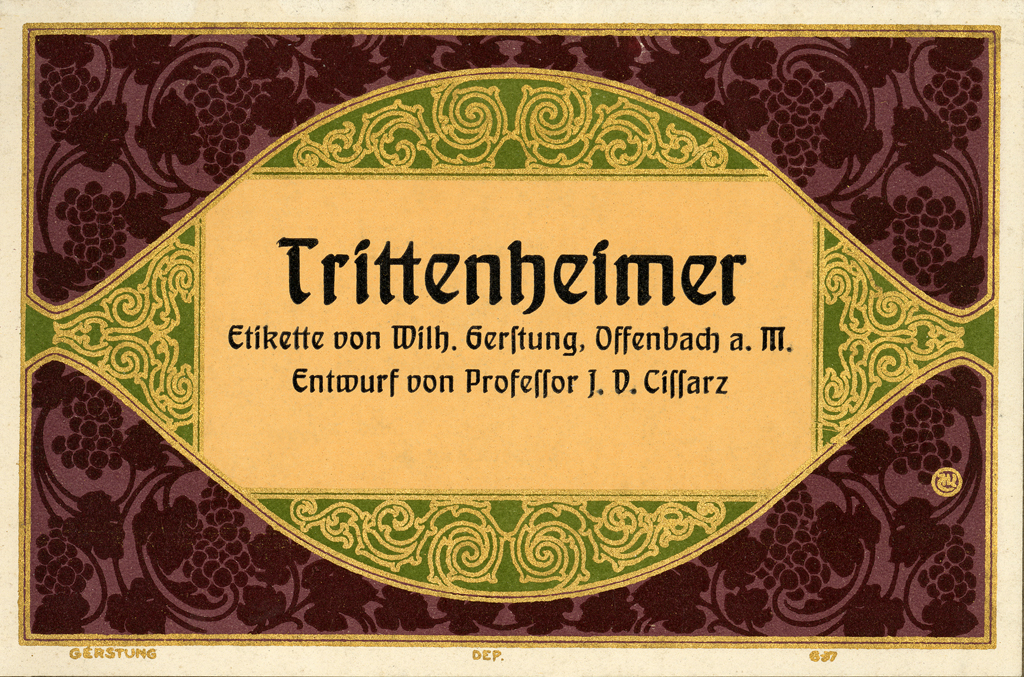
Für Wilhelm Gerstung entworfenes Weinetikett

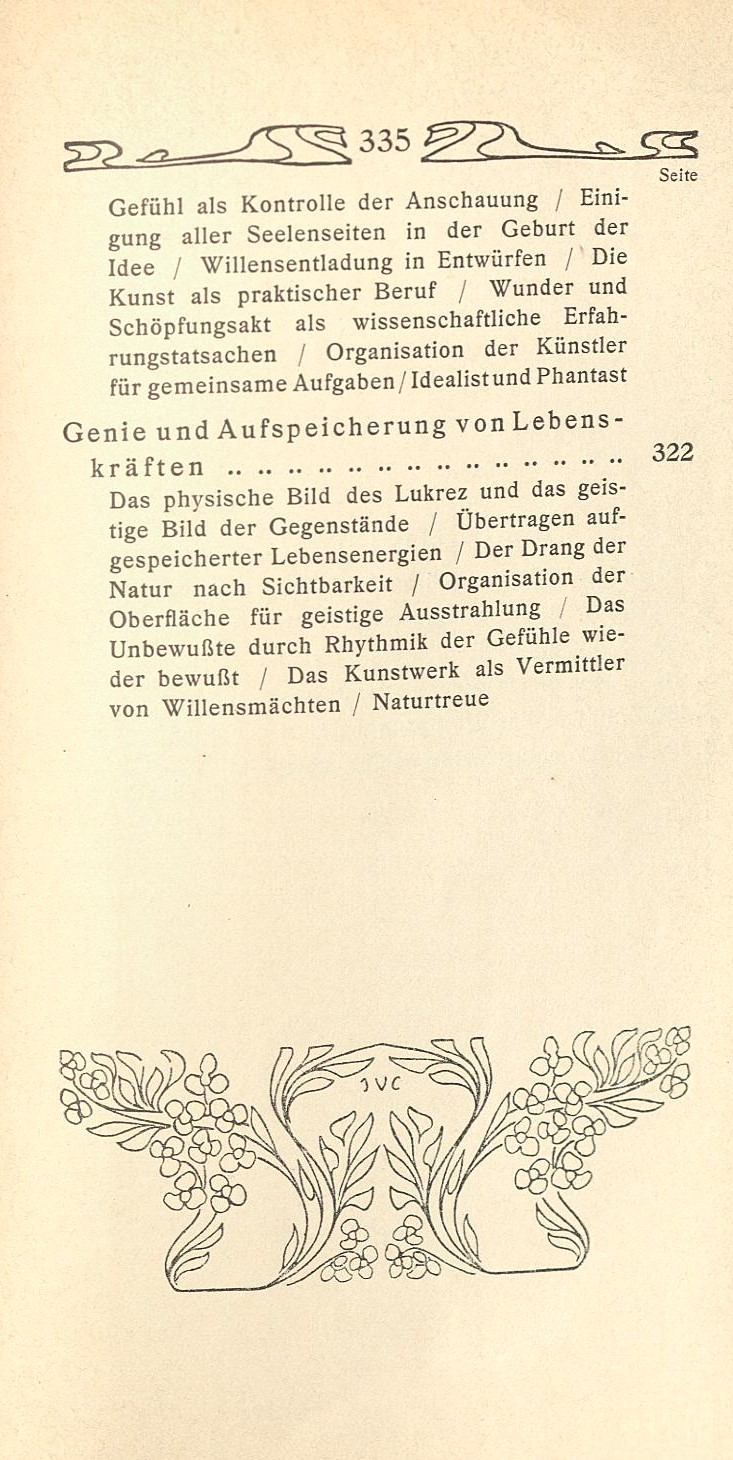
Buchschmuck bei Lothar von Kunowski (1903)

Cissarz studierte von 1891 bis 1894 an der Kunstakademie Dresden bei Leon Pohle und Hermann Freye. 1895 wurde er für ein Jahr Meisterschüler des belgischen Historienmalers Ferdinand Pauwels. Nach dem Studienende wurde er 1897 als selbständiger Graphiker in Dresden tätig. Sein erstes eigenes Werk war ein Altargemälde. Daneben wurde er durch Gebrauchsgraphiken, wie Firmengraphiken, Schutzmarken und Bildplakate bekannt, die zu den ersten ihrer Art in Deutschland zählten. Ferner gestaltete er mehrere Publikationen des 1896 gegründeten Verlags Eugen Diederichs mit Buchgraphiken.
Er gehörte zu den frühesten künstlerischen Mitarbeitern der Deutschen Werkstätten Hellerau. Als solcher gestaltete er Tapeten und Zimmereinrichtungen. Beispielsweise entwickelte er in enger Zusammenarbeit mit Karl Schmidt-Hellerau 1898 den ersten Schrank aus Sperr- bzw. Schichtholz. Um 1900 war er für die Altdeutsche Weberei Stein und Mull in Alsfeld tätig, die Textilmuster verwendete er 1904 auch als Buchschmuck.
Von Mai 1903 bis Oktober 1906 war er Mitglied der Darmstädter Künstlerkolonie. Für die Ausstellung der Künstlerkolonie 1904 in Darmstadt gestaltete Cissarz neben dem Ausstellungsplakat und dem umfangreichen Katalog auch drei komplette Zimmereinrichtungen. Ein großes Wandbild von ihm „Drei Frauen am Meer“ schmückt den Blauen Salon im Dippelshof bei Darmstadt.
Für die Weltausstellung in St. Louis entwarf Cissarz 1904 ein Gemälde zur 7. Sinfonie von Ludwig van Beethoven, das seinen Platz im Musikzimmer des Deutschen Hauses fand und mit einer Goldmedaille ausgezeichnet wurde.
Im Oktober 1906 erfolgte seine Berufung als Lehrbeauftragter für Buchausstattung an den Lehr- und Versuchswerkstätten des Vereins Württembergischer Kunstfreunde in Stuttgart. Ab 1908 war Johann Vincenz Cissarz Mitglied im Deutschen Künstlerbund. 1909 wurde er Professor an der heutigen Staatliche Akademie der Bildenden Künste Stuttgart. Cissarz nahm 1914 an der Leipziger Bugra teil und erhielt dort den Großen Preis für seine grafische Arbeit. Von 1916 bis 1933 war er Leiter der Meisterklasse für freie Malerei am Städelschen Kunstinstitut in Frankfurt am Main. Dort unterrichtete er weiter bis 1939. 1937 wurde er für seine Mitarbeit am Olympischen Dorf Berlin ausgezeichnet.
Sein Sohn war der Lagerstättenkundler Arnold Cissarz (1900–1973).
Ein Teil von Johann Vincenz Cissarz schriftlichem Nachlasses befindet sich im Deutschen Kunstarchiv im Germanischen Nationalmuseum in Nürnberg.

## Werke

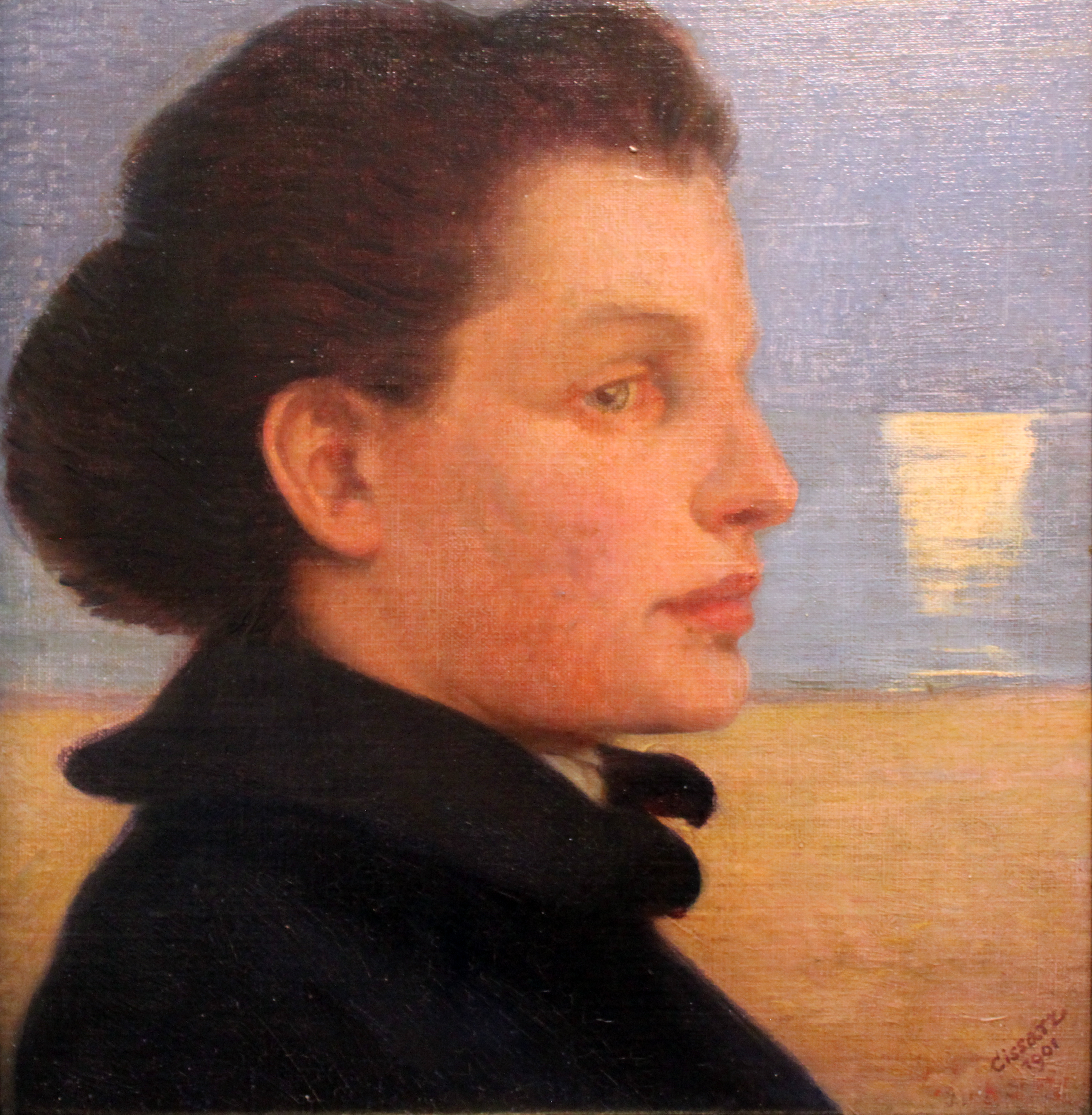
Bildnis einer Frau vor dem Meer, 1901, Städelsches Kunstinstitut
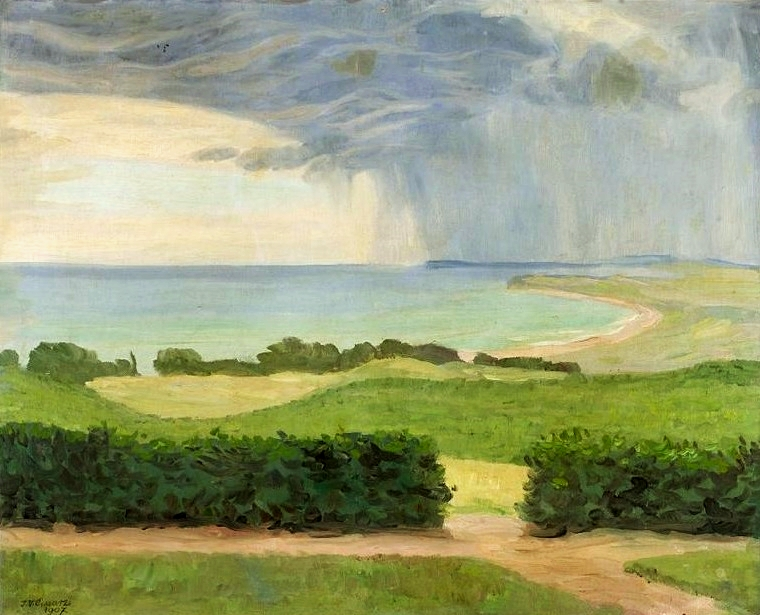
Flache Landschaft mit Wasser, 1907, Nationalmuseum Warschau
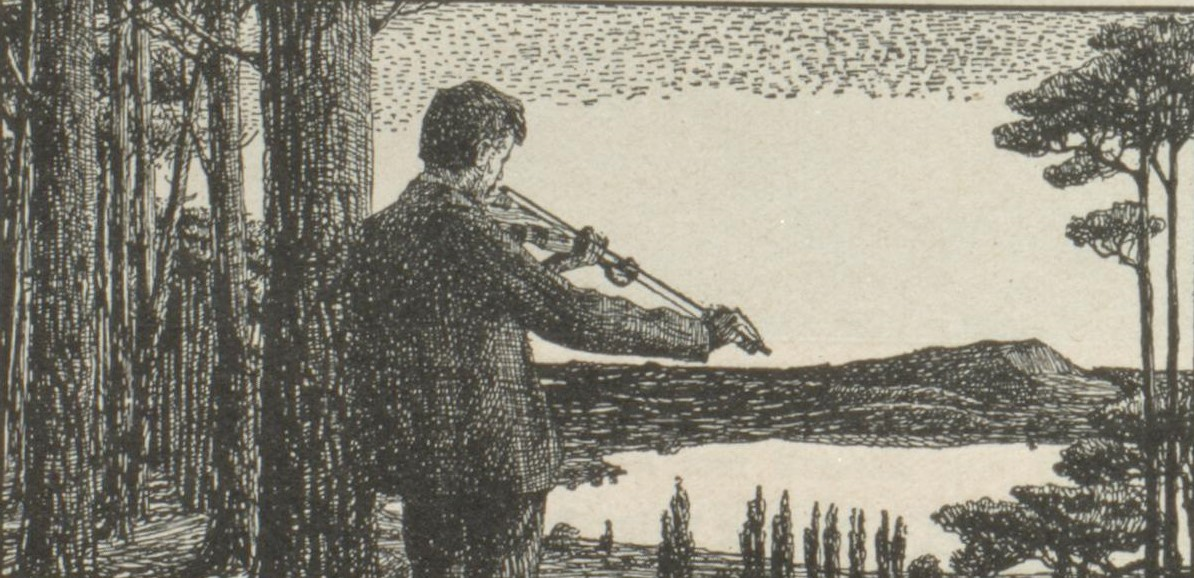
Illustration zu Helene Voigt-Diederichs: Unterstrom
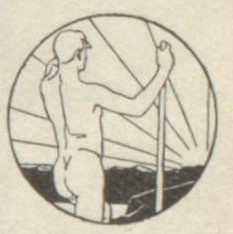
Verlagssignet Callwey
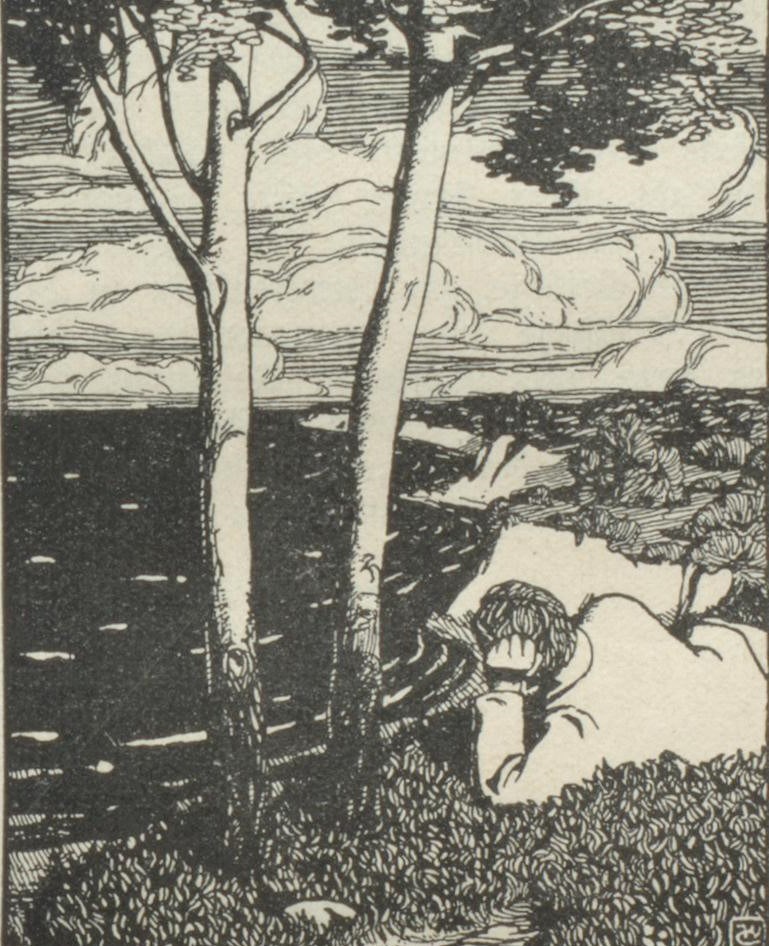
Ferdinand Avenarius: Stimmen und Bilder
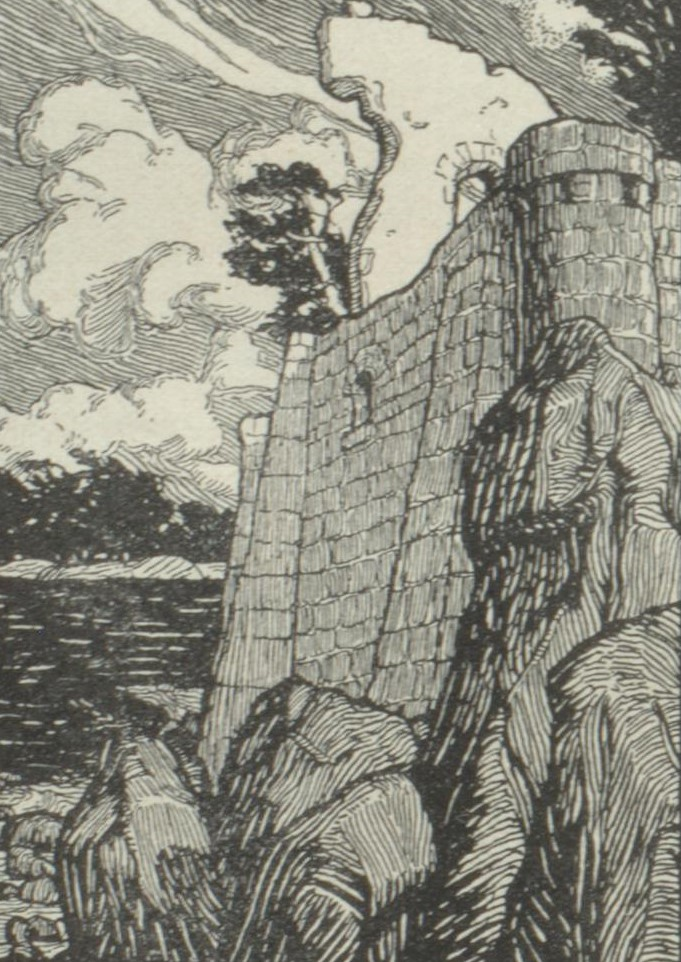
Ferdinand Avenarius: Wandern und Werden

- Bilderfolgen vom Rhein und der Mosel. Offenbach: Klingspor-Museum, 1906.